# Tomoe nage
Tomoe Nage (巴投?) es una de las 40 técnicas originales de judo recopiladas por Kano Jigoro. Forma parte también de los 20 movimientos de la escuela de jujutsu Danzan-ryū.

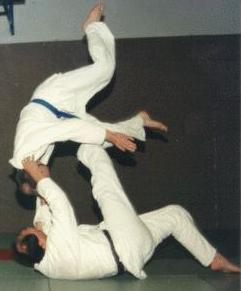
Tomoe nage

El origen de este movimiento es desconocido a día de hoy, pero se cree que se trata de una de las técnicas más antiguas y ubicuas del jujutsu. Algunos lo sitúan entre las técnicas originarias de la primera escuela de jujutsu, Takeuchi-ryu, mientras que otros creen que fue popularizado antes por la escuela Tenjin Shinyō-ryū.

## Ejecución
En este movimiento, el atacante (tori) se sitúa ante el defensor (uke) y apresa sus brazos. El atacante posiciona uno o ambos pies en la cintura del defensor y se deja caer hacia atrás mientras tira de él obligándole a caer frontalmente para quedar apoyado sobre la extremidad; en el mismo movimiento, el atacante estira bruscamente la pierna usada, lanzando al defensor hacia arriba y haciéndole dar una voltereta frontal hasta caer de espaldas detrás del atacante.